# Duranville
Duranville ist eine französische Gemeinde mit 144 Einwohnern (Stand 1. Januar 2022) im Département Eure in der Region Normandie (vor 2016 Haute-Normandie). Sie gehört zum Arrondissement Bernay und zum Kanton Beuzeville.

## Geografie
Duranville liegt etwa zwölf Kilometer nordwestlich von Bernay in der Landschaft Lieuvin. Umgeben wird Duranville von den Nachbargemeinden Barville im Nordwesten und Norden, Folleville im Norden, Le Theil-Nolent im Osten, Malouy im Südosten, Bournainville-Faverolles im Süden, Drucourt im Südwesten sowie Fontaine-la-Louvet im Westen.

## Bevölkerungsentwicklung
| Jahr                       | 1962 | 1968 | 1975 | 1982 | 1990 | 1999 | 2006 | 2013 | 2020 |
| Einwohner                  | 169  | 162  | 151  | 185  | 171  | 173  | 167  | 157  | 150  |
| Quellen: Cassini und INSEE |      |      |      |      |      |      |      |      |      |

## Sehenswürdigkeiten
- Kirche Saint-Ouen aus dem 12. Jahrhundert mit Umbauten aus dem 17. Jahrhundert, seit 1937/1938 Monument historique

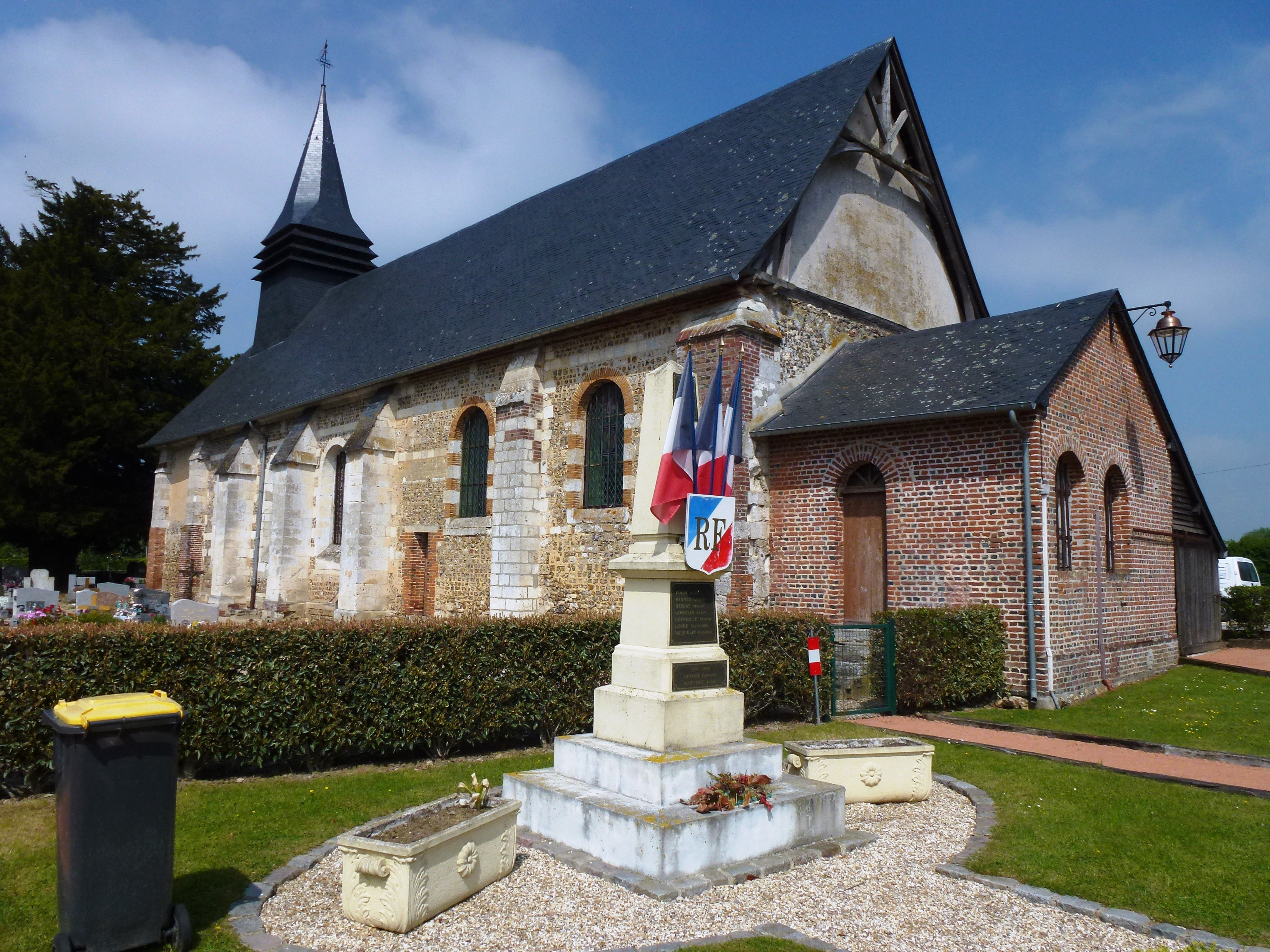
Kirche Saint-Ouen und Gefallenendenkmal